# Tachytrechus peruicus
Tachytrechus peruicus är en tvåvingeart som beskrevs av Yang och Zhang 2006. Tachytrechus peruicus ingår i släktet Tachytrechus och familjen styltflugor.
Artens utbredningsområde är Peru. Inga underarter finns listade i Catalogue of Life.